# Jungholtz
Jungholtz est une commune française  située dans l'aire d'attraction de Mulhouse et faisant partie de la collectivité européenne d'Alsace (circonscription administrative du Haut-Rhin), en région Grand Est.
Cette commune se trouve dans la région historique et culturelle d'Alsace et fait partie de la communauté de communes de la région de Guebwiller.

## Géographie

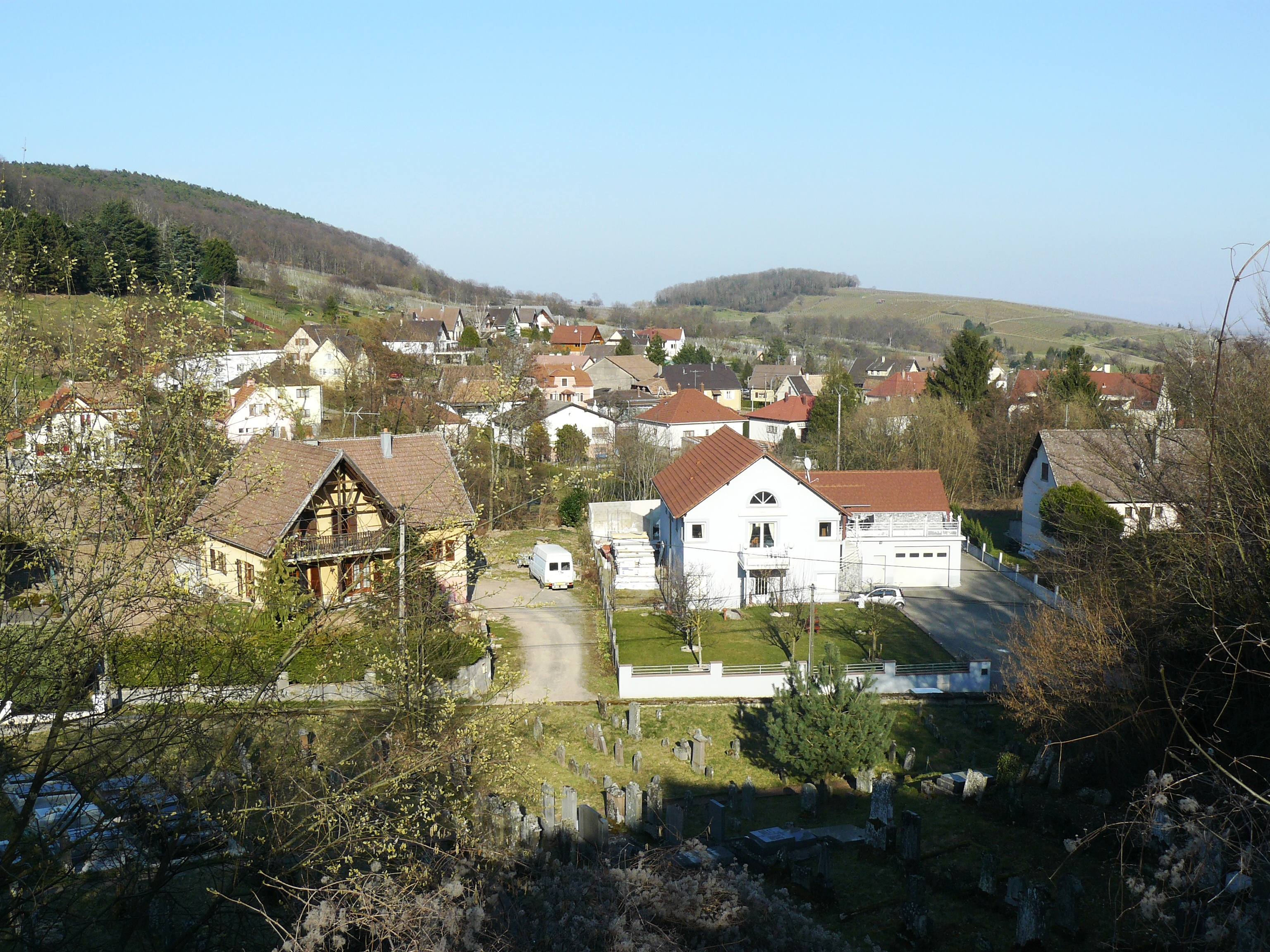
Le village de Jungholtz et le cimetière israélite.

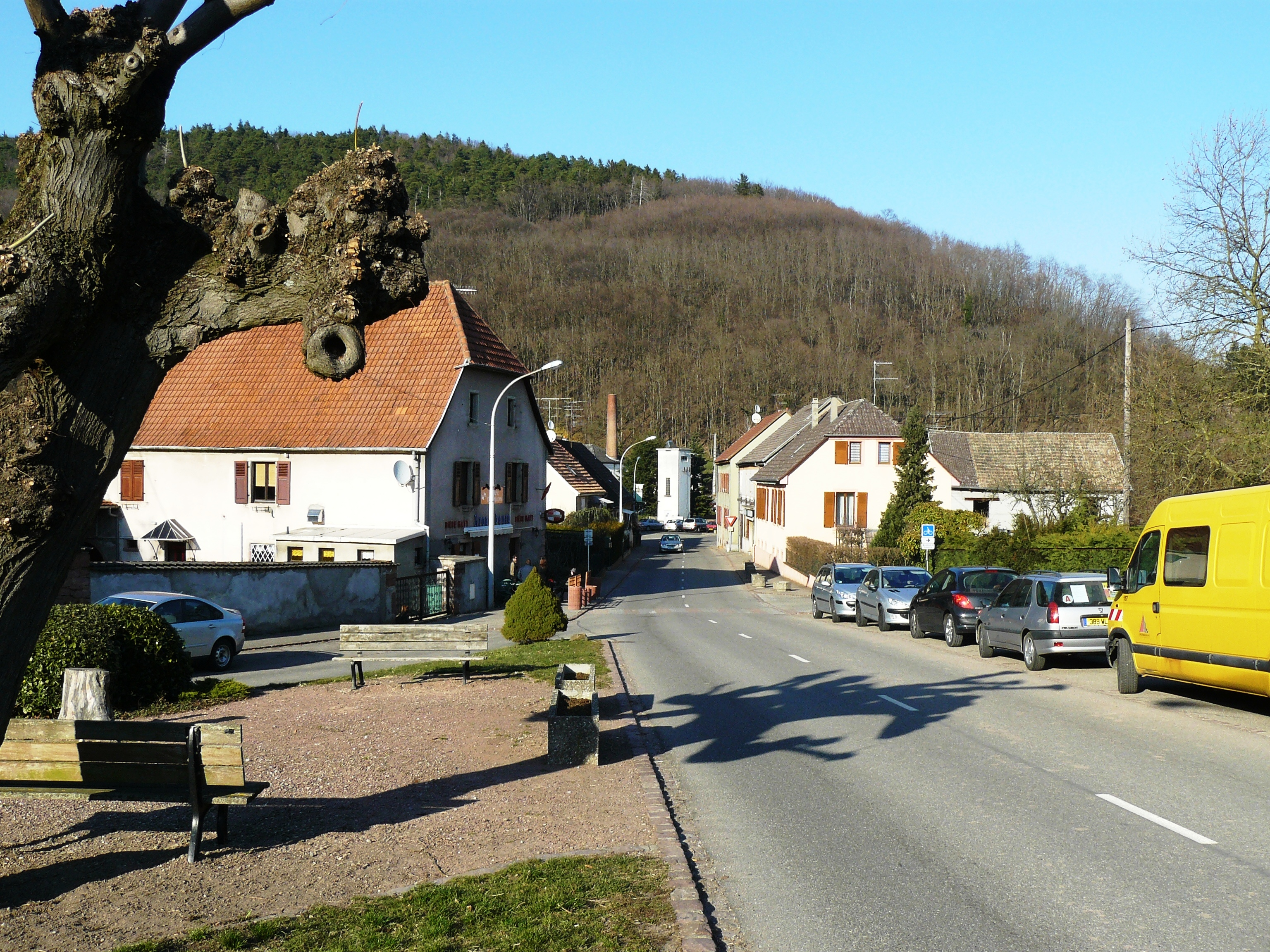
Le village de Jungholtz sur la route de Thierenbach.

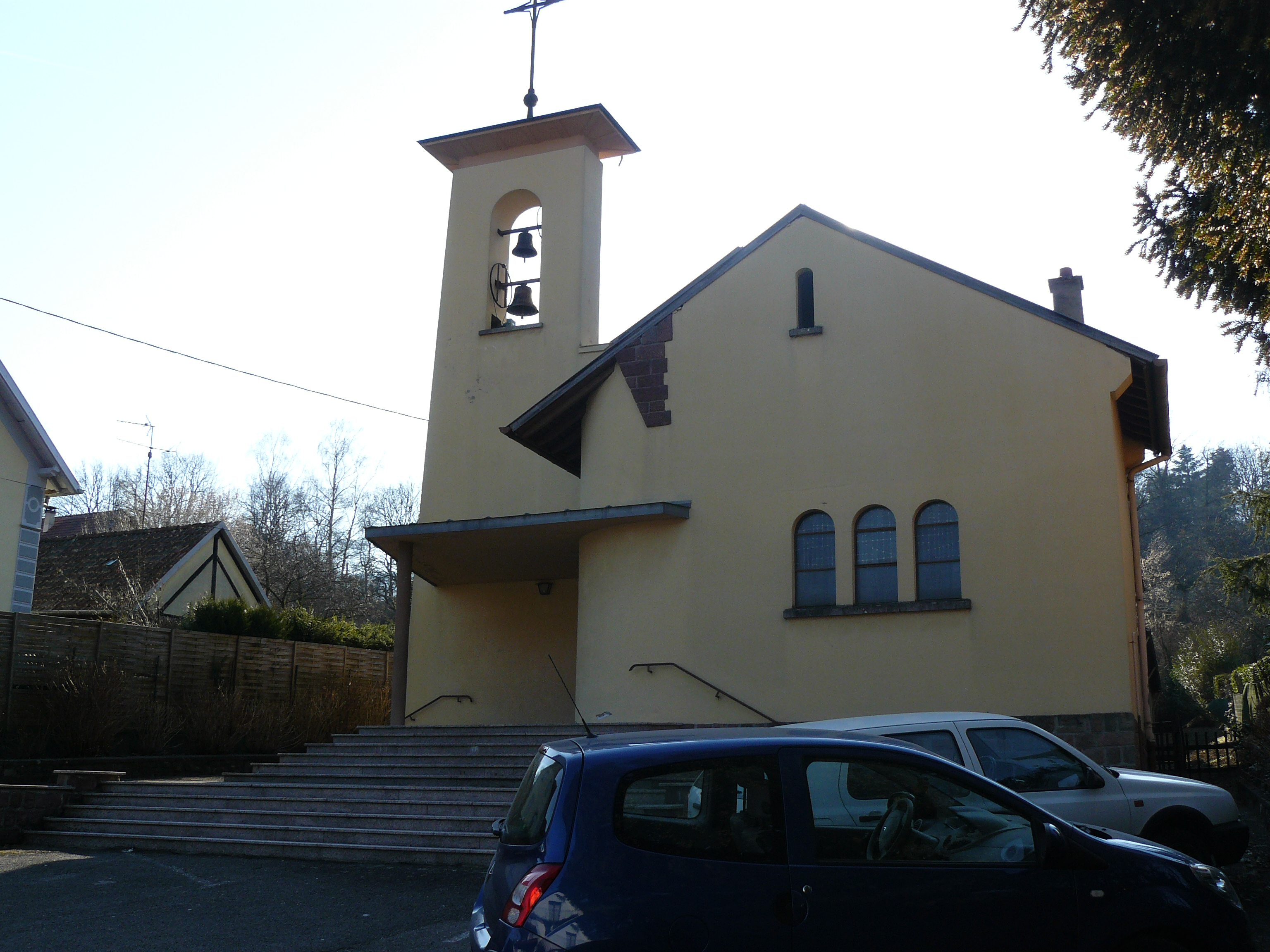
Chapelle Saint-Joseph.

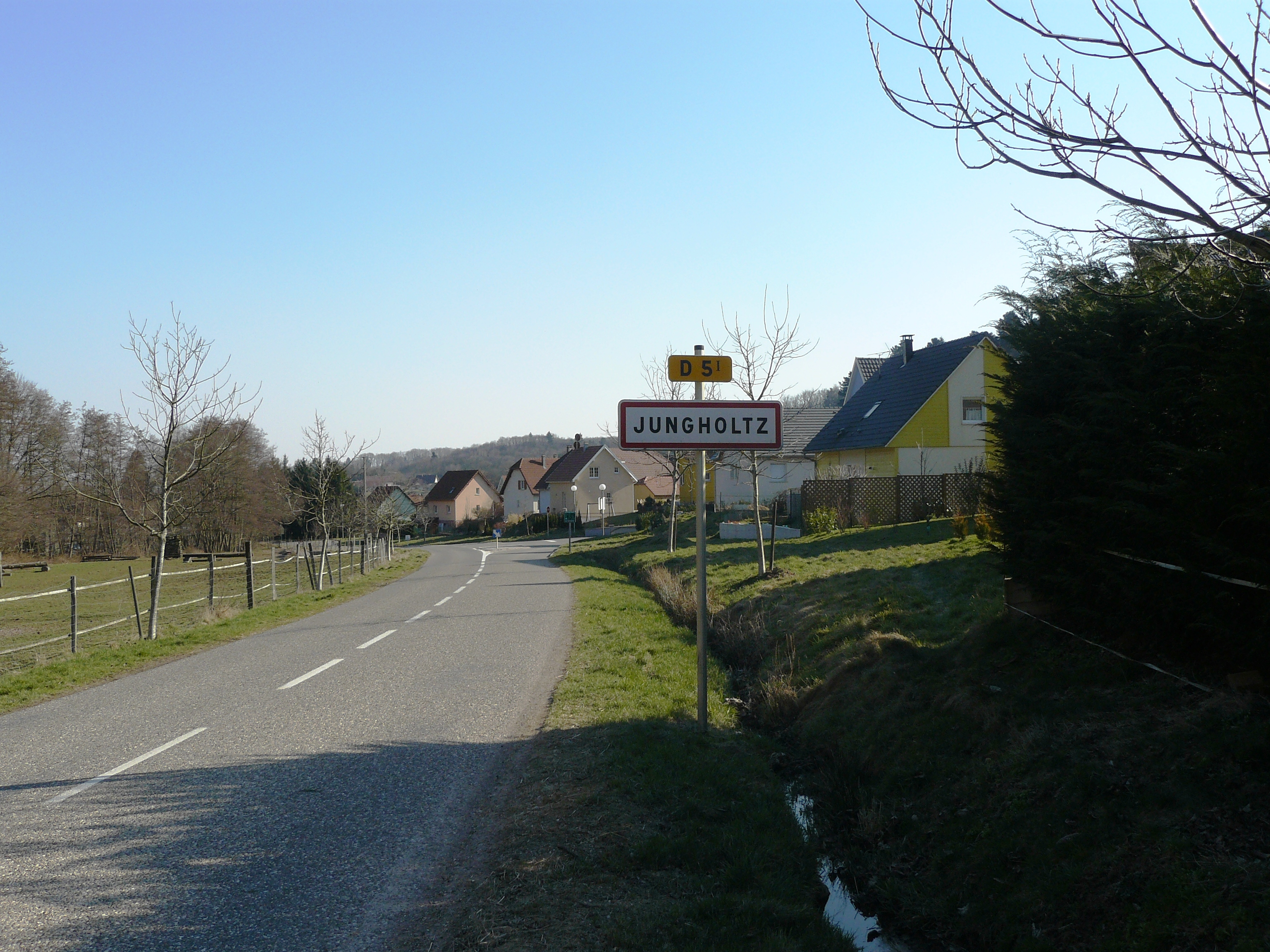
Entrée du village de Jungholtz en venant de Rimbach-Zell.

Le village de Jungholtz se trouve à 2 km à l'ouest de la ville de Soultz. Il fait partie du canton de Soultz-Haut-Rhin, et de l'arrondissement de Thann-Guebwiller. Le ruisseau du Rimbach arrose le village. Les habitants de Jungholtz sont nommés les Jungholtziens.
C'est une des 188 communes du Parc naturel régional des Ballons des Vosges.
| Rimbachzell      | Rimbach-près-Guebwiller | Guebwiller       |
| Soultz-Haut-Rhin | Jungholtz               | Soultz-Haut-Rhin |
|                  | Wuenheim                |                  |

### Cours d'eau
- Le Rimbach.

### Lieux-dits et écarts
- Saint-Anne ;
- Thierenbach.

### Hydrographie

#### Réseau hydrographique
La commune est dans le bassin versant du Rhin au sein du bassin Rhin-Meuse. Elle est drainée par le Rimbach et le ruisseau Lautenbaechlein,,.
Le Rimbach, d'une longueur de 18 km, prend sa source dans la commune de Soultz-Haut-Rhin et se jette  dans le Lohbach à Ungersheim, après avoir traversé huit communes. 

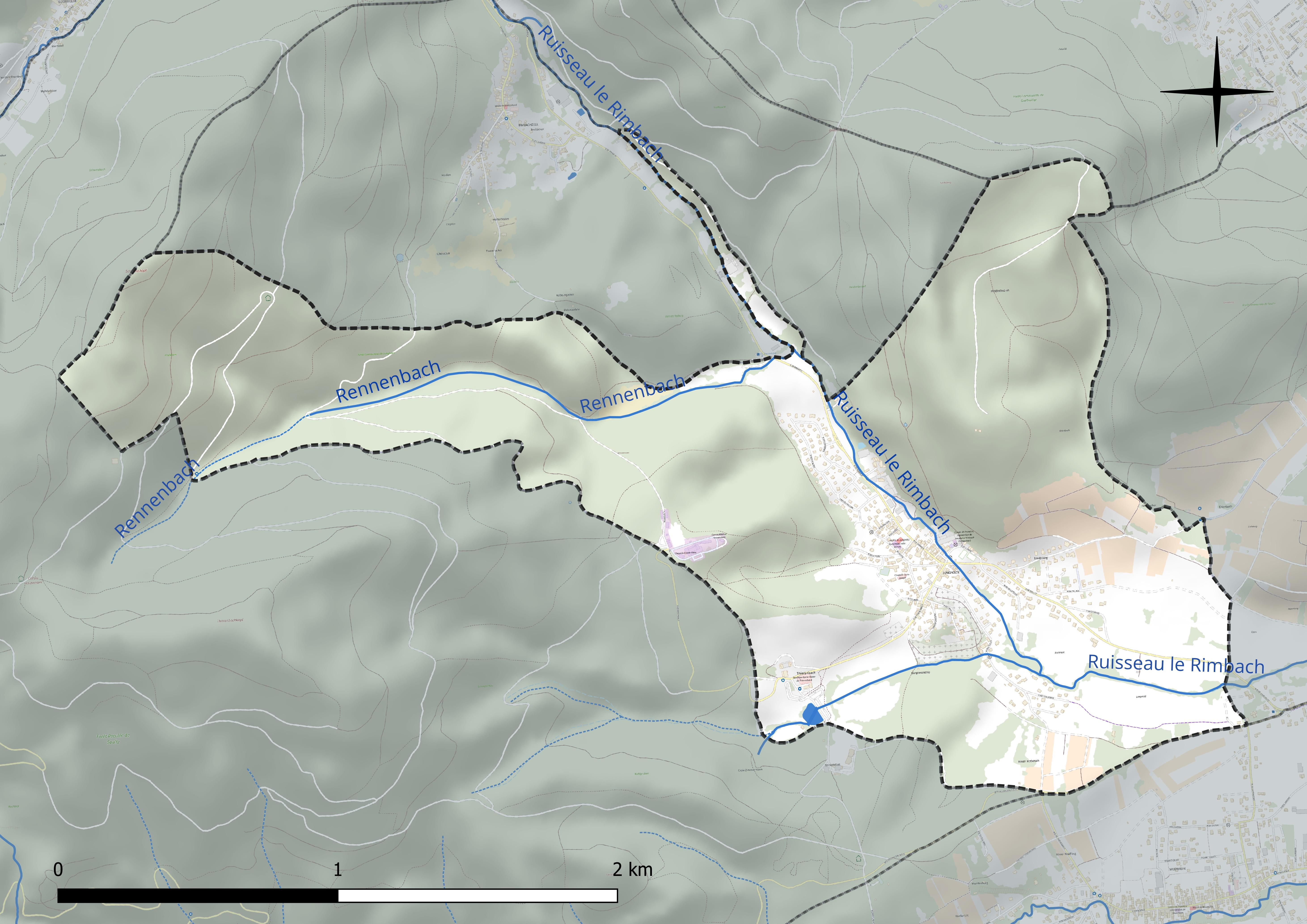
Réseau hydrographique de Jungholtz.

#### Gestion et qualité des eaux
Le territoire communal est couvert par le schéma d'aménagement et de gestion des eaux (SAGE) « Lauch ». Ce document de planification concerne les bassins versants de la Lauch, de l’Ohmbach et du Rimbach, dont le territoire s'étend sur 358 km2. Le périmètre a été arrêté le 7 mars 2013 et le SAGE proprement dit a été approuvé le 15 janvier 2020. La structure porteuse de l'élaboration et de la mise en œuvre est le syndicat mixte « Rivières de Haute-Alsace ». 
La qualité des cours d’eau peut être consultée sur un site dédié géré par les agences de l’eau et l’Agence française pour la biodiversité. 

### Climat
Pour des articles plus généraux, voir Climat du Grand Est et Climat du Haut-Rhin.
En 2010, le climat de la commune est de type climat des marges montargnardes, selon une étude du Centre national de la recherche scientifique s'appuyant sur une série de données couvrant la période 1971-2000. En 2020, Météo-France publie une typologie des climats de la France métropolitaine dans laquelle la commune est exposée à un climat semi-continental et est dans la région climatique  Vosges, caractérisée par une pluviométrie très élevée (1 500 à 2 000 mm/an) en toutes saisons et un hiver rude (moins de 1 °C). 
Pour la période 1971-2000, la température annuelle moyenne est de 10,1 °C, avec une amplitude thermique annuelle de 17,1 °C. Le cumul annuel moyen de précipitations est de 956 mm, avec 10 jours de précipitations en janvier et 10 jours en juillet. Pour la période 1991-2020, la température moyenne annuelle observée sur la station météorologique de Météo-France la plus proche, « Guebwiller », sur la commune de Guebwiller à 3 km à vol d'oiseau, est de 11,4 °C et le cumul annuel moyen de précipitations est de 919,6 mm. 
La température maximale relevée sur cette station est de 39,9 °C, atteinte le 13 août 2003 ; la température minimale est de −16,3 °C, atteinte le 20 décembre 2009,,. 
Les paramètres climatiques de la commune ont été estimés pour le milieu du siècle (2041-2070) selon différents scénarios d'émission de gaz à effet de serre à partir des nouvelles projections climatiques de référence DRIAS-2020. Ils sont consultables sur un site dédié publié par Météo-France en novembre 2022.

## Urbanisme

### Typologie
Au 1er janvier 2024, Jungholtz est catégorisée ceinture urbaine, selon la nouvelle grille communale de densité à sept niveaux définie par l'Insee en 2022.
Elle est située hors unité urbaine. Par ailleurs la commune fait partie de l'aire d'attraction de Mulhouse, dont elle est une commune de la couronne,. Cette aire, qui regroupe 132 communes, est catégorisée dans les aires de 200 000 à moins de 700 000 habitants,.

### Occupation des sols
L'occupation des sols de la commune, telle qu'elle ressort de la base de données européenne d’occupation biophysique des sols Corine Land Cover (CLC), est marquée par l'importance des forêts et milieux semi-naturels (65,6 % en 2018), une proportion sensiblement équivalente à celle de 1990 (65,2 %). La répartition détaillée en 2018 est la suivante : 
forêts (65,6 %), zones agricoles hétérogènes (20,3 %), zones urbanisées (11,4 %), prairies (2,6 %). L'évolution de l’occupation des sols de la commune et de ses infrastructures peut être observée sur les différentes représentations cartographiques du territoire : la carte de Cassini (XVIIIe siècle), la carte d'état-major (1820-1866) et les cartes ou photos aériennes de l'IGN pour la période actuelle (1950 à aujourd'hui).

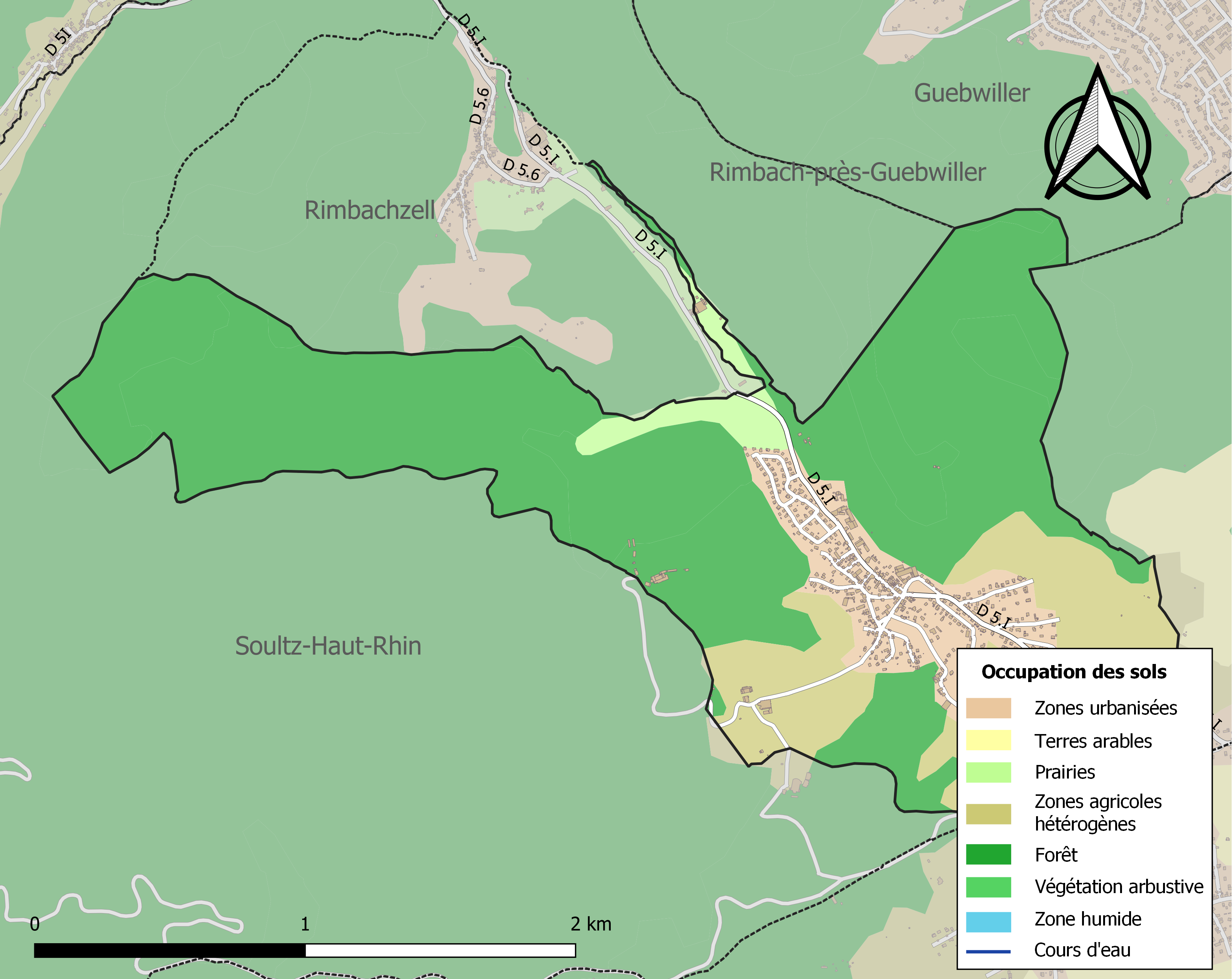
Carte des infrastructures et de l'occupation des sols de la commune en 2018 (CLC).

## Histoire

### Origine du nom
Le nom est vraisemblablement dérivé de l'allemand jung, jeune et de Holz, bois. L'origine du nom désigne certainement le reboisement d'un terrain défriché. Aux VIe et VIIe siècles, le domaine est occupé par les Mérovingiens. L'abbaye d'Ebersmunster reçoit une partie de la vallée du Rimbach du duc Etichon-Aldaric. Le village fait partie, tout comme Wuenheim du canton de Soultz jusqu'en 1880 où il se sépare pour devenir une commune à part. Le village doit son nom au château attesté depuis le XIIIe siècle et servant à protéger le prieuré de Thierenbach. Entre 1455 et 1656 des rivalités opposent les autorités de Soultz et les habitants de Jungholtz concernant le territoire de la commune.

### Le château de Jungholtz
En 1220, le domaine est occupé par les chevaliers Jungholtz qui fondent le village vers 1259. Ce château qui dominait depuis le XIIIe siècle est aujourd'hui en ruine. D'abord aux mains de la famille qui en prit le nom, il passe ensuite entre les mains de plusieurs familles nobles avant de parvenir en 1493 à Reinhart Von Schauenburg et sa famille. Pendant longtemps Jungholtz fait partie de la commune de Soultz pour la partie gauche du Rimbach. La rive gauche du Rimbach relevant du fief des Habsbourg. Le château est détruit au cours de la Révolution.

### Un village juif
Au XVIIIe siècle, le village est occupé par des Juifs sur la partie de la rive gauche du Rimbach. Le 6 mars 1655, les Juifs obtiennent l'autorisation d'inhumer leurs morts sur un terrain appartenant aux nobles des Schauenburg,connu sous le nom de Thiergarten, se trouvant dans les fossés du château.

### Démarrage de l'industrie
La proximité de la rivière et la présence de la forêt vont provoquer l'implantation de l'activité industrielle : tissage et constructions métalliques. En 1856, une aiguiserie de broches est installée au lieu-dit « Bachmatten ». L'intense activité industrielle va provoquer le 2 juin 1880 la création de la commune de Jungholtz et de sa séparation avec celle de Soultz.

### Première Guerre mondiale
Les bombardements français de 1915 et 1918 détruisent une grande partie du village. Il sera reconstruit en 1920. Jungholtz reste essentiellement un village ouvrier.
La commune a été décorée le 2 novembre 1921 de la croix de guerre 1914-1918.

### Seconde Guerre mondiale
La ville est touchée par la guerre du fait de la proximité avec la frontière allemande. Jungholtz subit des bombardements. Le village est finalement libéré le 4 février 1945 par les spahis marocains.

### Héraldique
| Blason de Jungholtz | Les armes de Jungholtz se blasonnent ainsi : « Palé d'or et de gueules de six pièces. » |

## Politique et administration

### Budget et fiscalité 2014
En 2014, le budget de la commune était constitué ainsi :
- total des produits de fonctionnement : 523 000 €, soit 567 € par habitant ;
- total des charges de fonctionnement : 418 000 €, soit 453 € par habitant ;
- total des ressources d’investissement : 329 000 €, soit 357 € par habitant ;
- total des emplois d’investissement : 488 000 €, soit 529 € par habitant.
- endettement : 394 000 €, soit 427 € par habitant.

Avec les taux de fiscalité suivants :
- taxe d’habitation : 10,10 % ;
- taxe foncière sur les propriétés bâties : 12,44 % ;
- taxe foncière sur les propriétés non bâties : 41,01 % ;
- taxe additionnelle à la taxe foncière sur les propriétés non bâties : 0,00 % ;
- cotisation foncière des entreprises : 0,00 %.

### Liste des maires
| Période                                  | Période                   | Identité                                    | Étiquette | Qualité |
| ---------------------------------------- | ------------------------- | ------------------------------------------- | --------- | ------- |
| mars 2001                                | 2014                      | François Meyer                              |           |         |
| mars 2014                                | En cours (au 31 mai 2020) | Guy Habecker Réélu pour le mandat 2020-2026 |           | Artisan |
| Les données manquantes sont à compléter. |                           |                                             |           |         |

## Démographie
L'évolution du nombre d'habitants est connue à travers les recensements de la population effectués dans la commune depuis 1871. Pour les communes de moins de 10 000 habitants, une enquête de recensement portant sur toute la population est réalisée tous les cinq ans, les populations de référence des années intermédiaires étant quant à elles estimées par interpolation ou extrapolation. Pour la commune, le premier recensement exhaustif entrant dans le cadre du nouveau dispositif a été réalisé en 2005.

En 2022, la commune comptait 900 habitants, en évolution de −0,99 % par rapport à 2016 (Haut-Rhin : +0,66 %, France hors Mayotte : +2,11 %).
| 1871 | 1875 | 1880 | 1885 | 1890 | 1895 | 1900 | 1905 | 1910 |
| ---- | ---- | ---- | ---- | ---- | ---- | ---- | ---- | ---- |
| 593  | 577  | 687  | 711  | 761  | 737  | 849  | 905  | 989  |

| 1921 | 1926 | 1931 | 1936 | 1946 | 1954 | 1962 | 1968 | 1975 |
| ---- | ---- | ---- | ---- | ---- | ---- | ---- | ---- | ---- |
| 658  | 774  | 749  | 673  | 644  | 669  | 663  | 678  | 669  |

| 1982 | 1990 | 1999 | 2005 | 2006 | 2010 | 2015 | 2020 | 2022 |
| ---- | ---- | ---- | ---- | ---- | ---- | ---- | ---- | ---- |
| 653  | 677  | 658  | 889  | 902  | 906  | 909  | 917  | 900  |

L'INSEE dénombre 912 habitants à Jungholtz en 2008.
Après une longue période de stabilité, la population a fortement augmenté (+ 39 %) dans les années 2000. La densité a donc elle aussi fortement augmenté de 164 hab/km², en 1999, à 228 hab/km2, en 2008, soit + 39 %. La densité est supérieure à celle de la moyenne du département du Haut-Rhin (211,6).

## Politique
Au 1er tour de la présidentielle de 2007, le taux de participation des citoyens résidents à Jungholtz a été de 86,3 % (contre 82,8 % en moyenne dans le Haut-Rhin), soit seulement 13,6 % d'abstention.
Aux élections municipales de 2008, le taux de participation au 1er tour a été de 78,5 %, soit 21,5 % d'abstention.

## Lieux et monuments

### Prieuré de Thierenbach

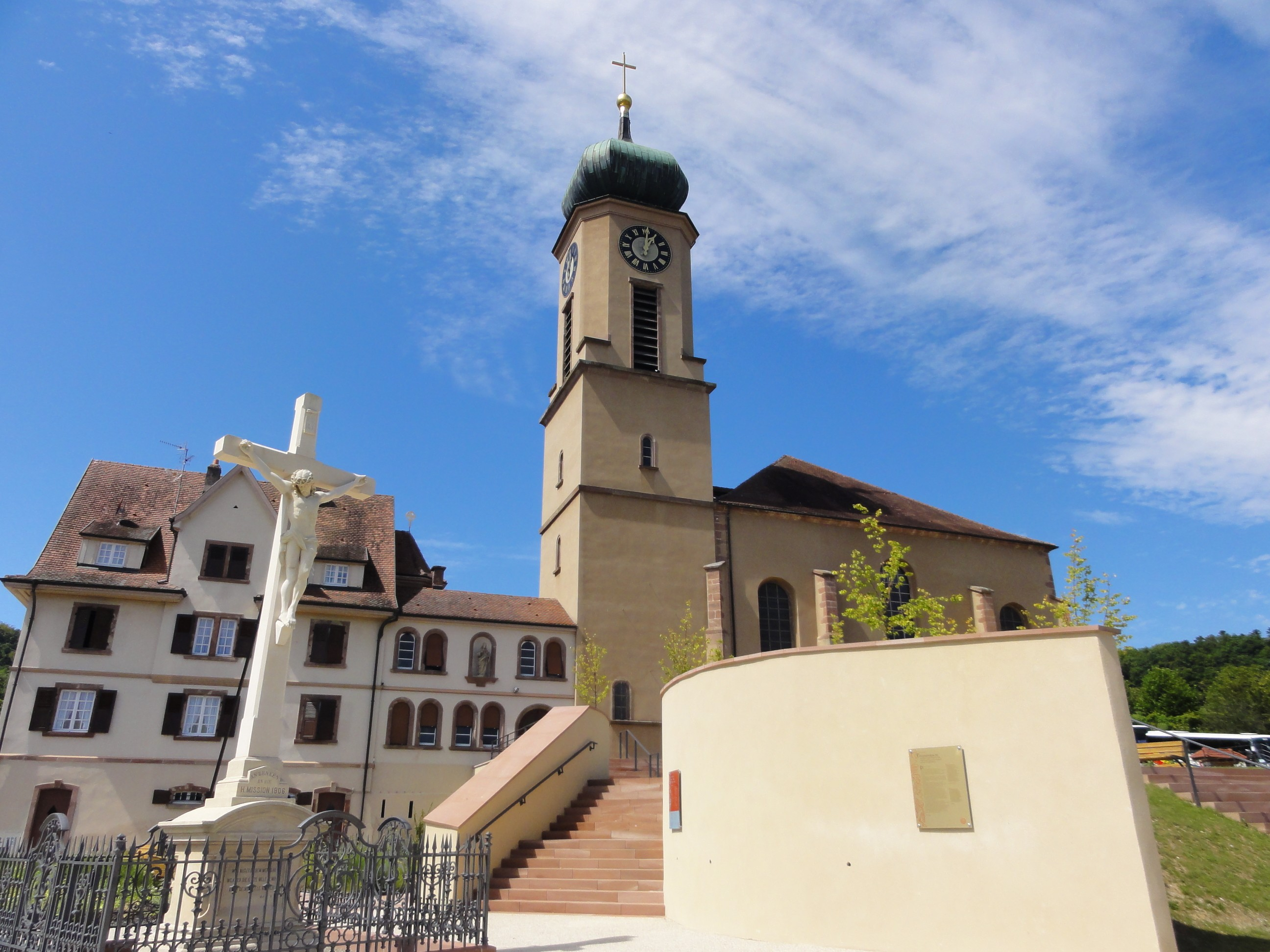
Prieuré de Thierenbach.
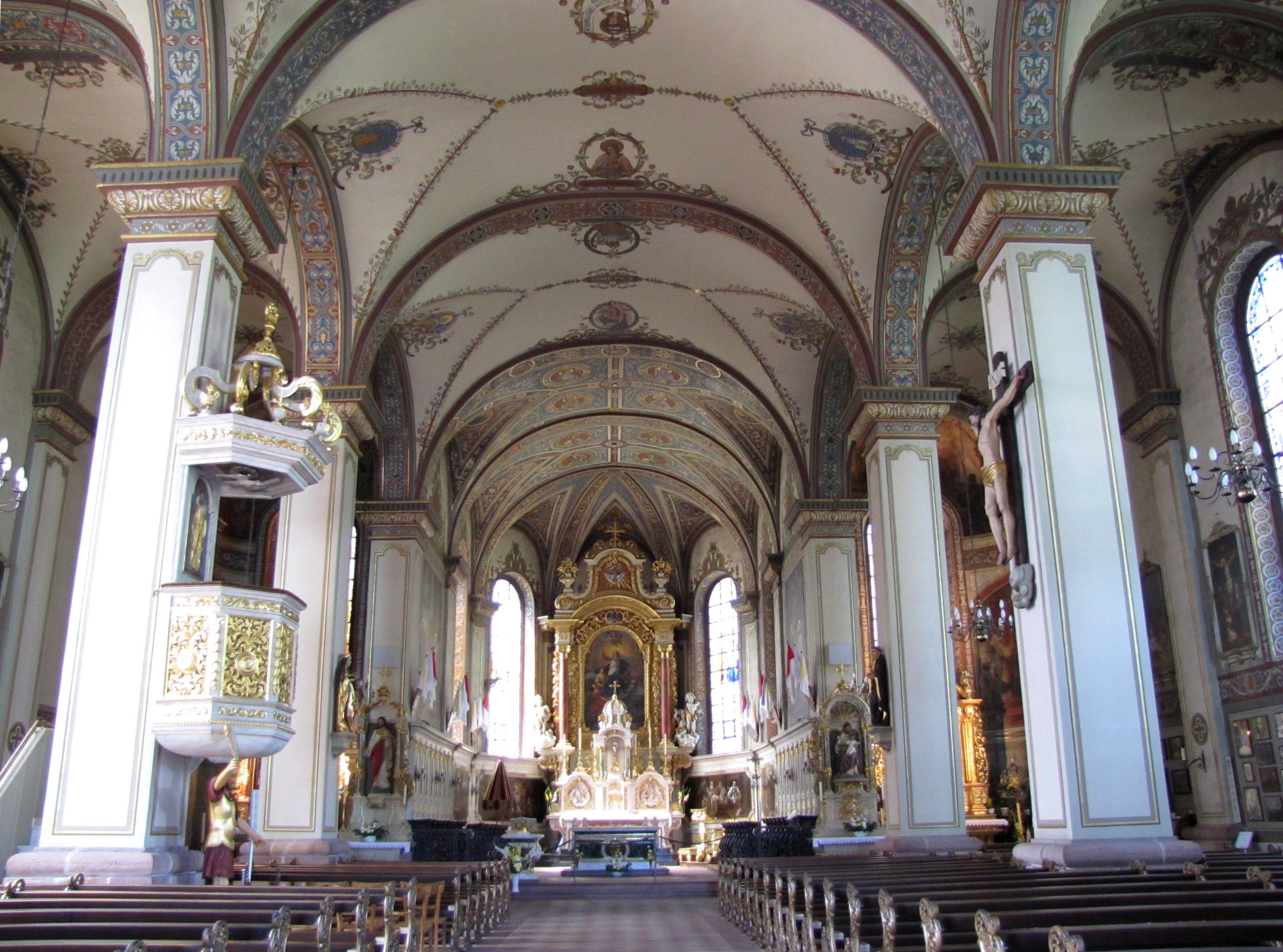
Vue intérieure de la nef vers le chœur.
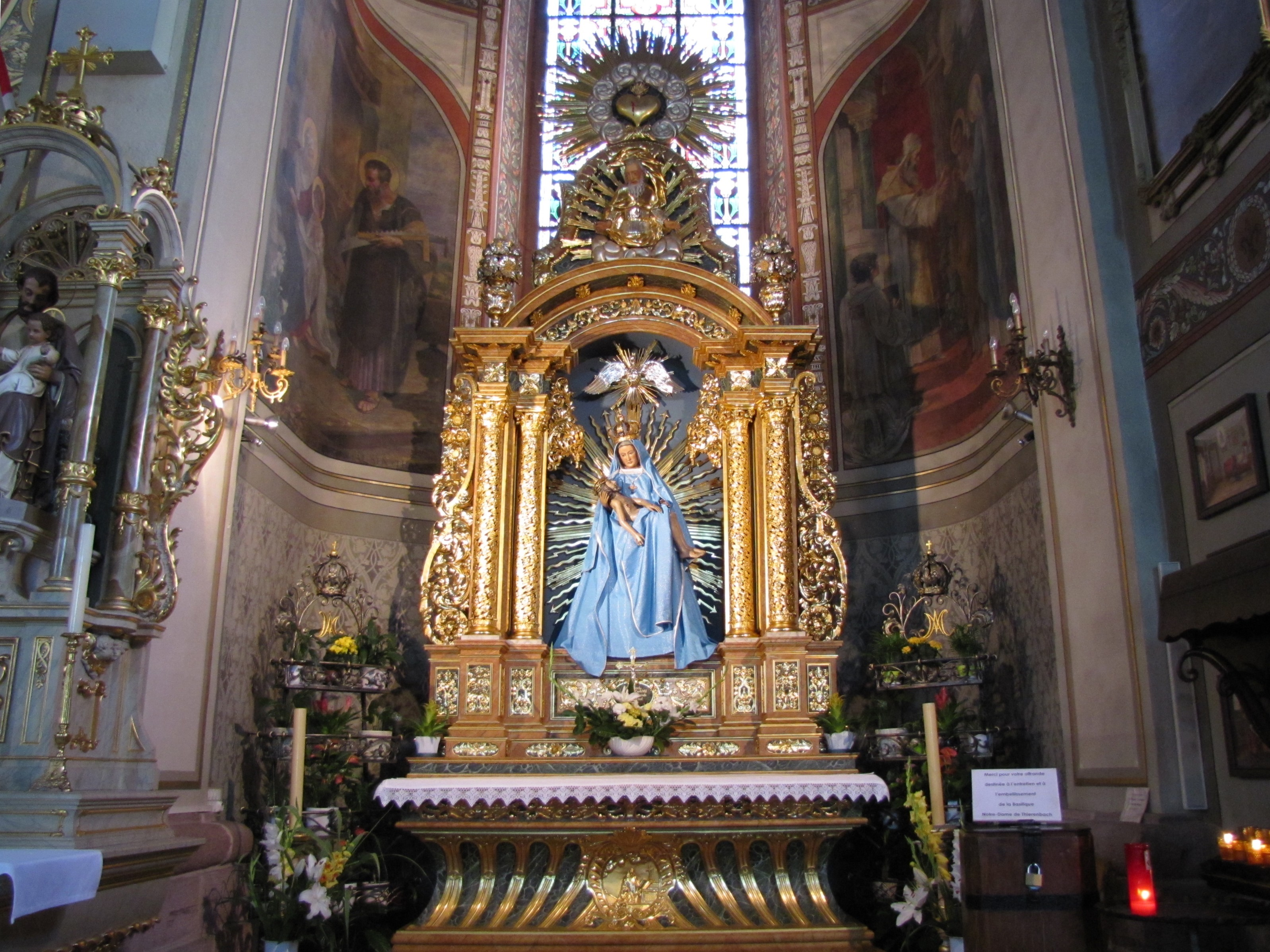
Autel secondaire de la Vierge de Thierenbach.
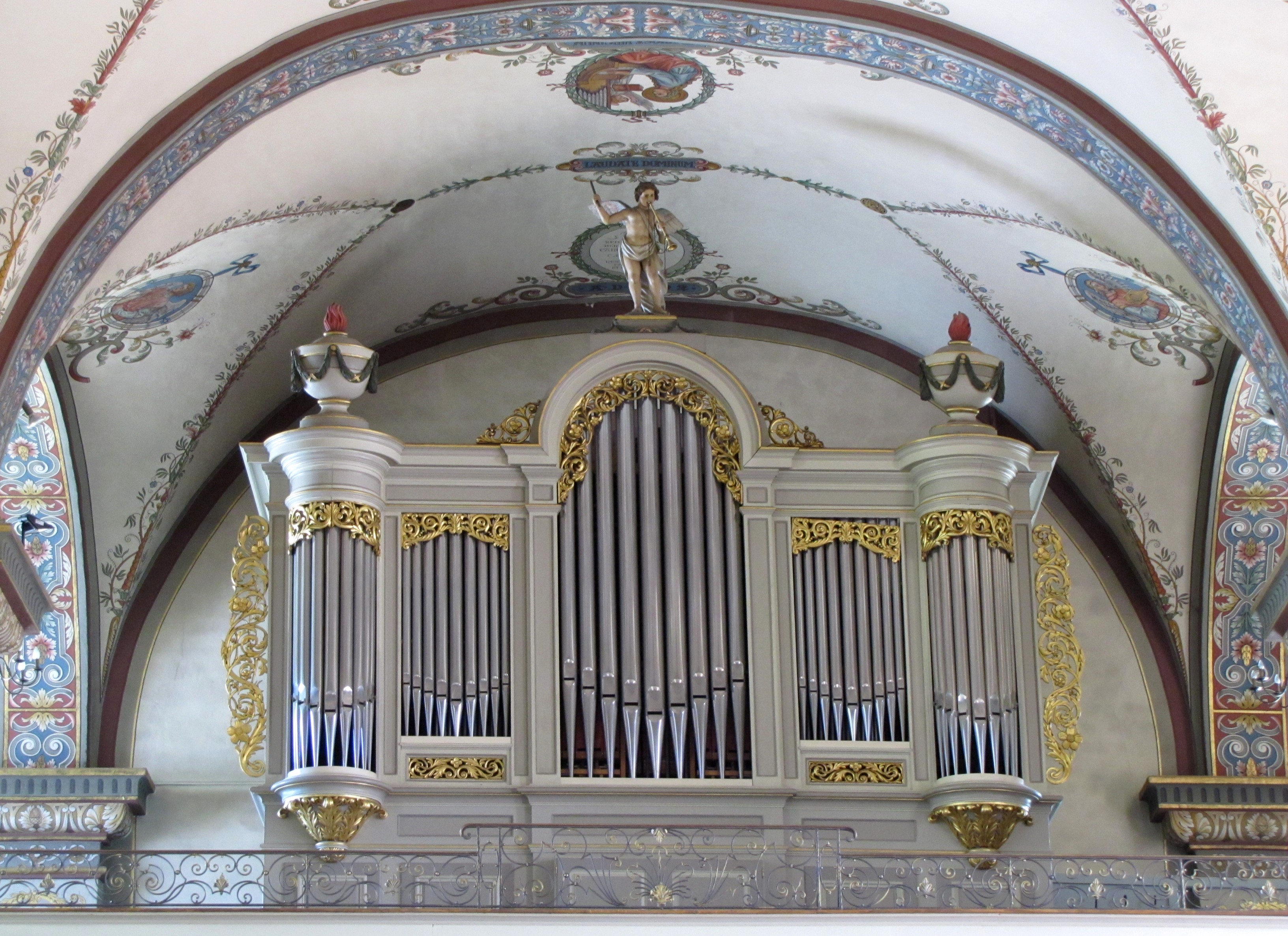
Orgue Didier-Fischer-Krämer (1923-1992).

### Chapelle Sainte Anne
Cette chapelle aurait été d'abord construite à une date inconnue, par des ermites, puis restaurée en 1685. Elle sera ensuite, en 1728 complètement reconstruite par le fils du bourgmestre de Soultz, François-Maurice Schmidt. Un ancien soldat, Peter Lugenbihler devenu franciscain va occuper le lieu qu'il rachètera finalement en 1791. Le gendre de Lingenbihler, transforme la chapelle en auberge vers 1878, puis en 1894 elle est agrandie et aménagée en pension. L'ensemble est détruite au cours de la Première Guerre mondiale, puis reconstruit en 1920-1922. En 1928 elle devint une maison de convalescence.

### Cimetière israélite

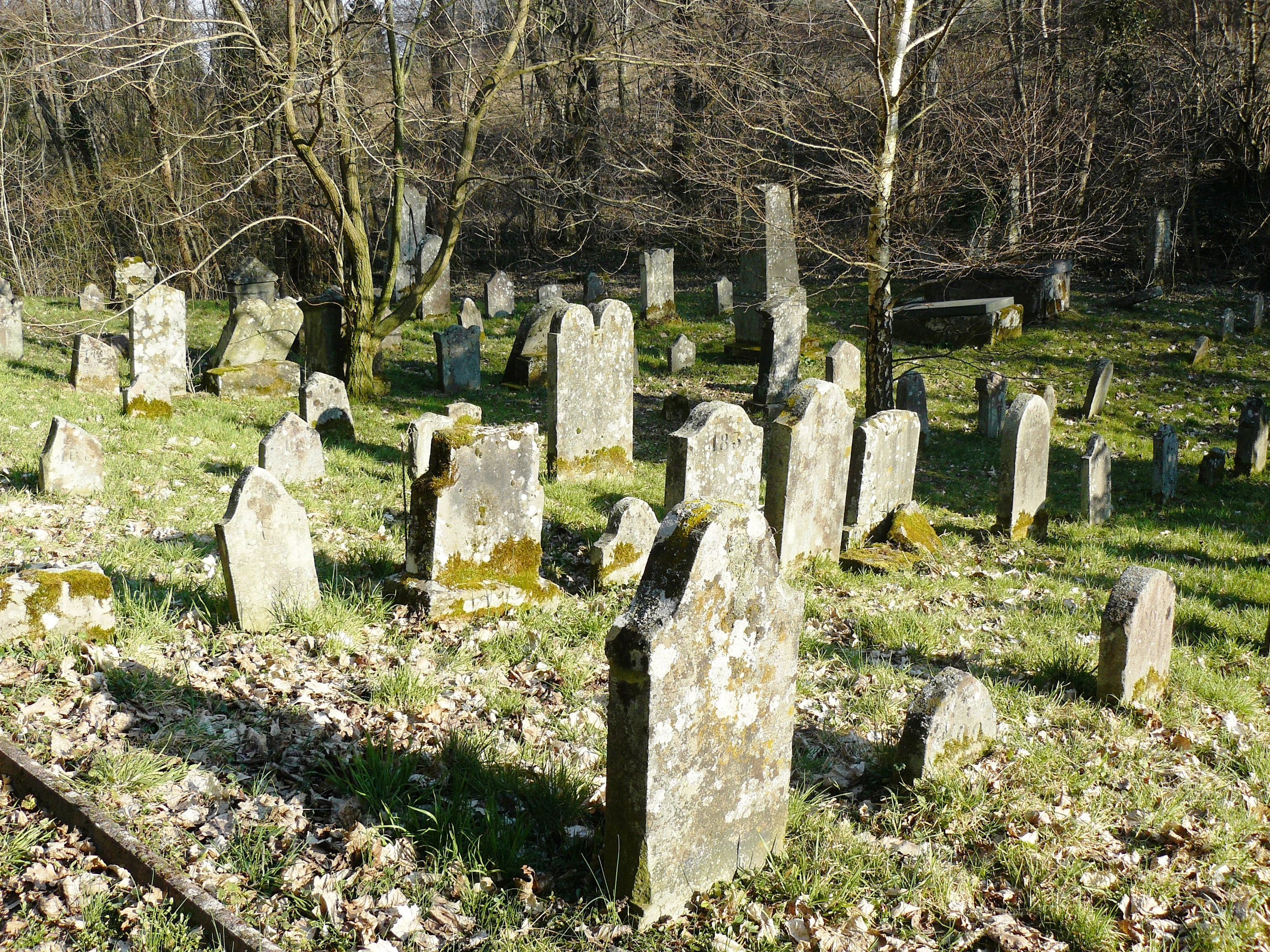
Cimetière israélite de Jungholtz.

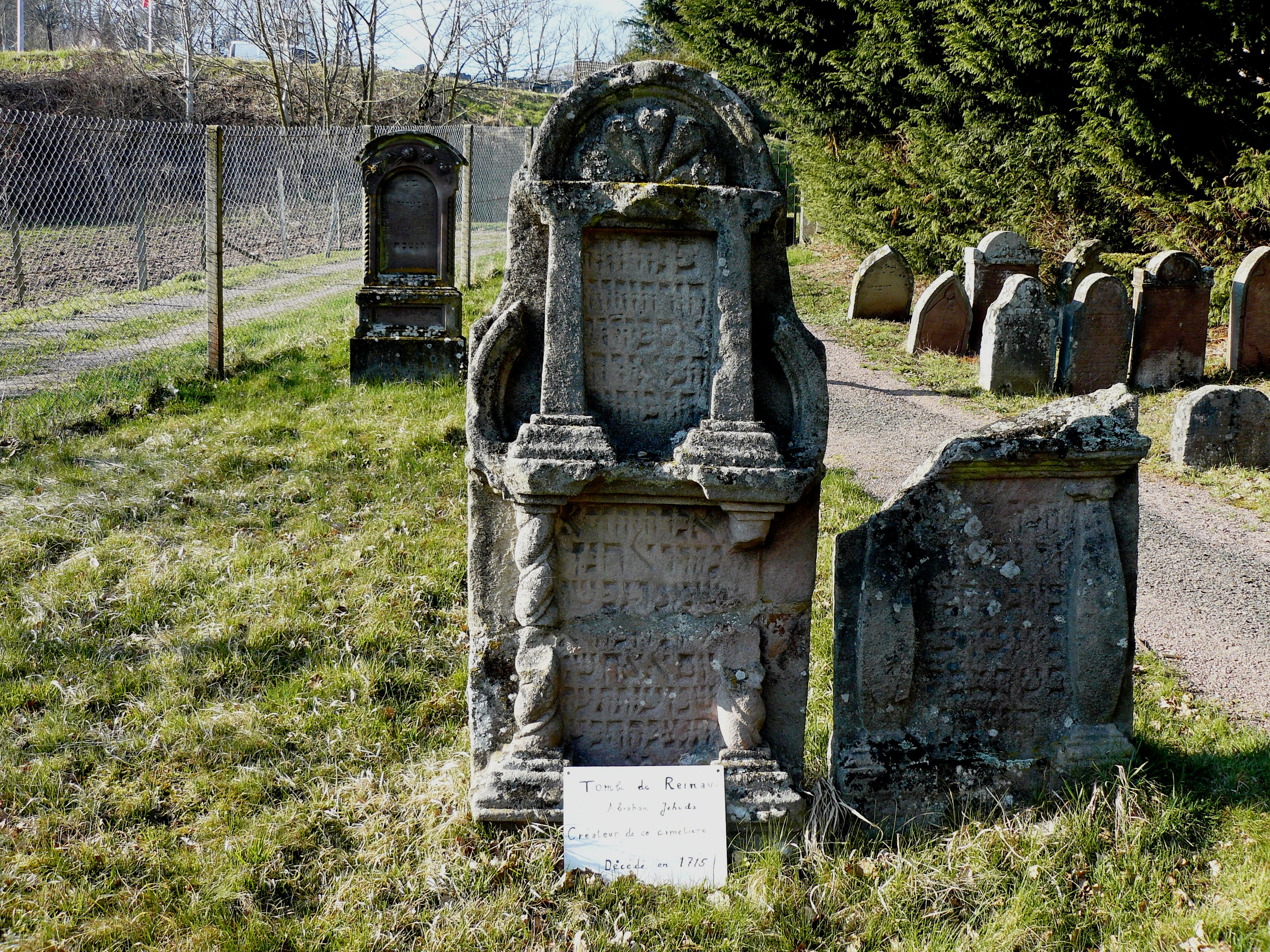
Tombe de Reinau Abraham Jehuda à l'origine, de la création du cimetière israélite.

La présence d'un cimetière israélite est évoquée dès le XIIIe siècle.
En 1623, l'évêque de Strasbourg dont dépend la ville de Soultz, interdit aux Juifs de posséder une synagogue ou une école confessionnelle. Les juifs ont cependant l'autorisation de pratiquer leur culte à condition que cela se fasse dans la discrétion et dans leur demeure. Les seigneurs laïcs sont cependant plus tolérants envers les juifs que l'abbé de Murbach et l'évêque de Strasbourg qui mettent des barrières infranchissables envers les juifs. La famille de Schauenburg, propriétaire du château de Jungholtz accorde aux communautés juives de Jungholtz, Ribeauvillé, Soultz et Guebwiller, le 4 février 1655, le droit d'inhumer leurs morts dans le fossé du château appelé "Thiergarden".
Tout près de là, à Uffholtz les choses ne se passent pas aussi bien. En 1673, les juifs de Uffholtz sont accusés d'entretenir une synagogue sur les terres faisant partie de la principauté de Murbach. Le cimetière  de Jungholtz (47° 53′ 03″ N, 7° 11′ 46″ E) fut agrandi à plusieurs reprises et est actuellement le plus ancien conservé dans le Haut-Rhin.
Entre 1798 et 1804 les communautés juives vont acquérir par lots successifs l'ensemble du cimetière. Mais à partir du XIXe siècle plusieurs autres communautés juives font finir par acquérir d'autres cimetières. Celui de Jungholtz ne sert alors plus qu'aux défunts de la commune et des environs proches. Le cimetière est vandalisé entre 1940 et 1945 par les Nazis. Quatre cents pierres sont détruites. En 1952 un mémorial est érigé en souvenir des Juifs déportés de la région.

### Autres sites et patrimoine
- Cimetière[33].
- Monuments commémoratifs[34],[35].
- Oratoire[36] et croix monumentales[37].
- Borne de 1716[38].